# NGC 4750
NGC 4750 é uma galáxia espiral (Sa/P) localizada na direcção da constelação de Draco. Possui uma declinação de +72° 52' 28" e uma ascensão recta de 12 horas, 50 minutos e 06,5 segundos.
A galáxia NGC 4750 foi descoberta em 8 de Novembro de 1798 por William Herschel.